# كأس تونس للكرة الطائرة للرجال 1967–68
كأس تونس للكرة الطائرة للرجال 1968-1967 هو الموسم رقم 12 من كأس تونس للكرة الطائرة للرجال.

فاز بهذا الموسم المستقبل الرياضي بالمرسى.

## روابط خارجية
- الموقع الرسمي للجامعة التونسية للكرة الطائرة.